# Ceraspis amazonica
Ceraspis amazonica är en skalbaggsart som beskrevs av Frey 1962. Ceraspis amazonica ingår i släktet Ceraspis och familjen Melolonthidae. Inga underarter finns listade i Catalogue of Life.